# Theo Pahlplatz
Theo Pahlplatz (Oldenzaal, 1947. április 3. – 2023. július 2.) válogatott holland labdarúgó, csatár, középpályás.

## Pályafutása

### Klubcsapatban
1966 és 1979 között az FC Twente labdarúgója volt. Tagja volt az 1974–75-ös idényben UEFA-kupadöntős csapatnak. 1977-ben hollandkupa-győztes volt az együttessel.

### A válogatottban
1967 és 1972 között 13 alkalommal szerepelt a holland válogatottban és három gólt szerzett.

## Sikerei, díjai
FC Twente
- Holland kupa (KNVB beker)
  - győztes: 1977
- UEFA-kupa
  - döntős: 1974–75

## Statisztika

### Mérkőzései a holland válogatottban
| Hollandia | Hollandia           | Hollandia                         | Hollandia     | Hollandia | Hollandia     | Hollandia    | Hollandia | Hollandia |
| #         | Dátum               | Helyszín                          | Hazai         | Eredmény  | Vendég        | Kiírás       | Gólok     | Esemény   |
| --------- | ------------------- | --------------------------------- | ------------- | --------- | ------------- | ------------ | --------- | --------- |
| 1.        | 1967. november 29.  | Rotterdam, Feijenoord Stadion     | Hollandia     | 3 – 1     | Szovjetunió   | barátságos   | -         |           |
| 2.        | 1968. április 7.    | Amszterdam, Olimpiai Stadion      | Hollandia     | 1 – 2     | Belgium       | barátságos   | -         | 60'       |
| 3.        | 1968. május 1.      | Varsó, Lengyel Hadsereg Stadionja | Lengyelország | 0 – 0     | Hollandia     | barátságos   | -         | 73'       |
| 4.        | 1968. június 5.     | Bukarest, Köztársasági stadion    | Románia       | 0 – 0     | Hollandia     | barátságos   | -         | 55'       |
| 5.        | 1969. március 26.   | Rotterdam, Feijenoord Stadion     | Hollandia     | 4 – 0     | Luxemburg     | vb-selejtező | 2         | 85' 89'   |
| 6.        | 1969. május 7.      | Rotterdam, Feijenoord Stadion     | Hollandia     | 1 – 0     | Lengyelország | vb-selejtező | -         |           |
| 7.        | 1970. január 28.    | Tel-Aviv, Bloomfield stadion      | Izrael        | 0 – 1     | Hollandia     | barátságos   | -         |           |
| 8.        | 1970. december 2.   | Amszterdam, Olimpiai Stadion      | Hollandia     | 2 – 0     | Románia       | barátságos   | -         |           |
| 9.        | 1971. február 24.   | Rotterdam, Feijenoord Stadion     | Hollandia     | 6 – 0     | Luxemburg     | Eb-selejtező | -         |           |
| 10.       | 1971. november 17.  | Eindhoven, Philips Sportpark      | Luxemburg     | 0 – 8     | Hollandia     | Eb-selejtező | 1         | 12'       |
| 11.       | 1971. december 1.   | Amszterdam, Olimpiai Stadion      | Hollandia     | 2 – 1     | Skócia        | barátságos   | -         |           |
| 12.       | 1972. augusztus 30. | Prága, Stadion Letná              | Csehszlovákia | 1 – 2     | Hollandia     | barátságos   | -         |           |
| 13.       | 1972. november 1.   | Rotterdam, Feijenoord Stadion     | Hollandia     | 9 – 0     | Norvégia      | vb-selejtező | -         | 66'       |
|           | Összesen            |                                   |               | 13        | mérkőzés      |              | 3         | gól       |